# Oplerclanis
Oplerclanis is een geslacht van vlinders van de familie pijlstaarten (Sphingidae).

## Soorten
- O. boisduvali (Aurivillius, 1898)
- O. rhadamistus (Fabricius, 1781)